# Marian Puzio
Marian Puzio ps. „Adaś” (ur. ok. 1919, zm. 6 lub 7 lipca 1958) – żołnierz, działacz księgarski.
Podczas II wojny światowej był oficerem Armii Krajowej. Więziony w niemieckich obozach koncentracyjnych.
Po wojnie był prezesem zarządu okręgu ZBoWiD, członkiem PZPR, członkiem Stowarzyszenia Księgarzy Polskich, radnym Krakowa i dyrektorem PP „Dom Książki w Krakowie”.
Zmarł tragicznie 6 lub 7 lipca 1958 na Wybrzeżu w wieku 39 lat. Został pochowany w alei zasłużonych na cmentarzu Rakowickim w Krakowie (kwatera LXVII-płd. 1-2).

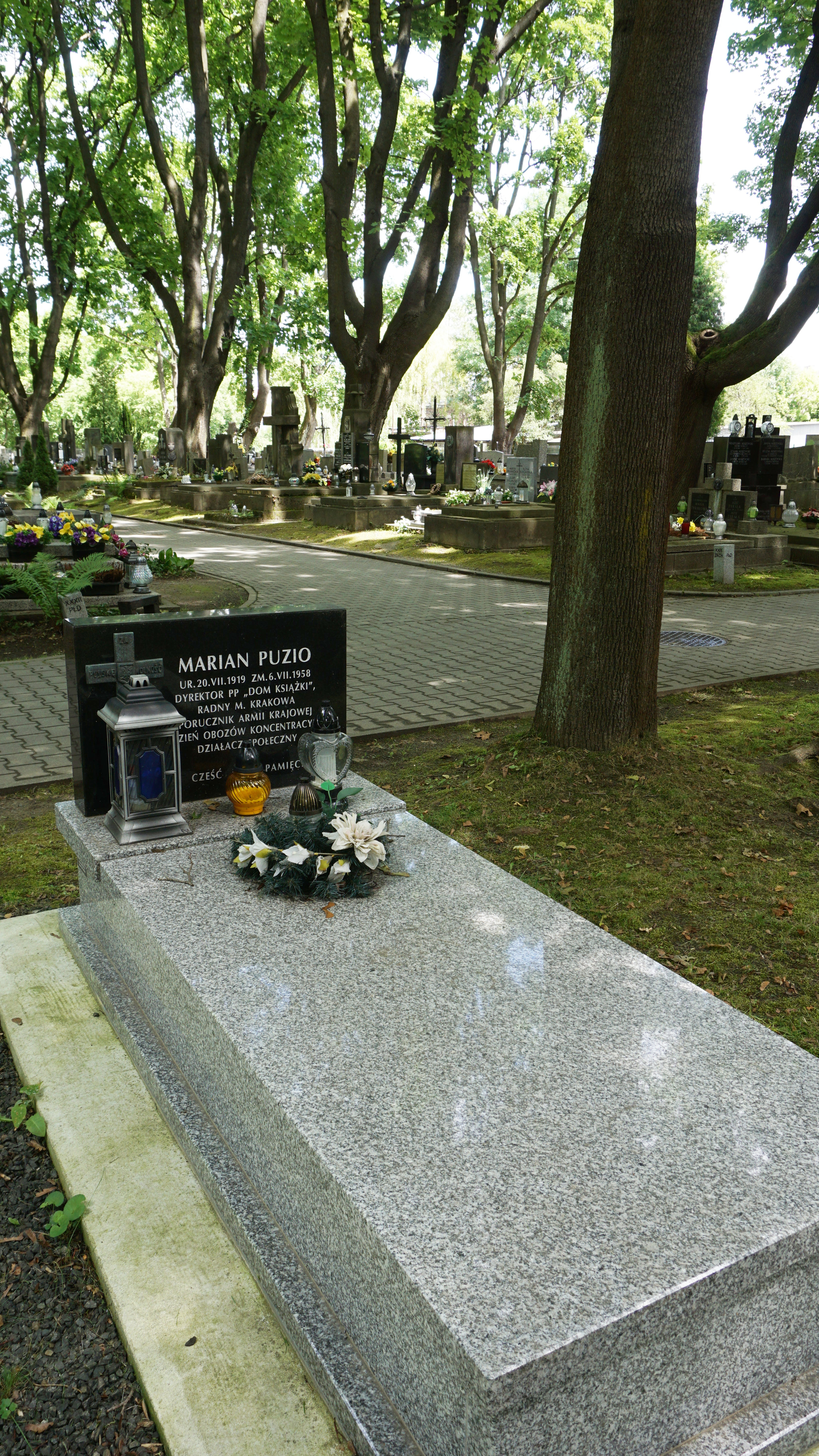
Grób Mariana Puzia na cmentarzu Rakowickim

## Odznaczenia
- Krzyż Walecznych
- Złoty Krzyż Zasługi
- Krzyż Partyzancki
- Medal 10-lecia Polski Ludowej
- Srebrny Krzyż Zasługi z Mieczami